# Championnat d'Europe féminin de volley-ball des petits États 2007
Navigation
Liechtenstein 2004 Liechtenstein 2009
La phase finale du 4e championnat d'Europe de volley-ball féminin des petits états a eu lieu du 11 mai au 13 mai 2007 à Glasgow (Écosse).

## Équipes présentes
| - Liechtenstein - Écosse - Chypre - Gibraltar | - Îles Féroé - Islande - Luxembourg |

## Phase de poules
| Groupe A                                          | Groupe B                                            |
| ------------------------------------------------- | --------------------------------------------------- |
| site : Kopavogur Îles Féroé Chypre Islande Écosse | site : Gibraltar Liechtenstein Gibraltar Luxembourg |

### Groupe A
| # | Équipe     | Pts | J | G | P | Sp | Sc | Ratio | Pp  | Pc  | Ratio |
| - | ---------- | --- | - | - | - | -- | -- | ----- | --- | --- | ----- |
| 1 | Islande    | 6   | 3 | 3 | 0 | 9  | 3  | 3     | 281 | 204 | 1.377 |
| 2 | Chypre     | 5   | 3 | 2 | 1 | 8  | 4  | 2     | 253 | 228 | 1.11  |
| 3 | Écosse     | 4   | 3 | 1 | 2 | 3  | 6  | 0.5   | 183 | 218 | 0.839 |
| 4 | Îles Féroé | 3   | 3 | 0 | 3 | 2  | 9  | 0.222 | 203 | 270 | 0.752 |

### Groupe B
| # | Équipe        | Pts | J | G | P | Sp | Sc | Ratio | Pp  | Pc  | Ratio |
| - | ------------- | --- | - | - | - | -- | -- | ----- | --- | --- | ----- |
| 1 | Liechtenstein | 4   | 2 | 2 | 0 | 6  | 1  | 6     | 161 | 97  | 1.66  |
| 2 | Luxembourg    | 3   | 2 | 1 | 1 | 4  | 3  | 1.333 | 148 | 116 | 1.276 |
| 3 | Gibraltar     | 2   | 2 | 0 | 2 | 0  | 6  | 0     | 54  | 150 | 0.36  |

## Phase finale

### Équipes présentes
| - Écosse (Organisateur) - Islande (1er groupe A) - Chypre (2e groupe A) - Liechtenstein (1er groupe B) - Luxembourg (2e groupe B) |

### Classement
| # | Équipe        | Pts | J | G | P | Sp | Sc | Ratio | Pp  | Pc  | Ratio |
| - | ------------- | --- | - | - | - | -- | -- | ----- | --- | --- | ----- |
| 1 | Islande       | 7   | 4 | 3 | 1 | 11 | 5  | 2.2   | 385 | 329 | 1.17  |
| 2 | Luxembourg    | 7   | 4 | 3 | 1 | 9  | 7  | 1.286 | 334 | 323 | 1.034 |
| 3 | Chypre        | 6   | 4 | 2 | 2 | 9  | 8  | 1.125 | 394 | 368 | 1.071 |
| 4 | Liechtenstein | 5   | 4 | 1 | 3 | 5  | 9  | 0.556 | 292 | 322 | 0.907 |
| 5 | Écosse        | 5   | 4 | 1 | 3 | 6  | 11 | 0.545 | 329 | 392 | 0.839 |

## Classement final
| Place              | Équipe        |
| ------------------ | ------------- |
| Médaille d'or      | Islande       |
| Médaille d'argent  | Luxembourg    |
| Médaille de bronze | Chypre        |
| 4                  | Liechtenstein |
| 5                  | Écosse        |
| 6                  | Îles Féroé    |
| 7                  | Gibraltar     |